# Mutualisme
Mutualisme is in de ecologie en fysiologie een interactie tussen twee levensvormen (twee symbionten) waarbij beide voordeel hebben van die interactie. 
In vooral de Europese studieboeken wordt de term symbiose in deze engere zin gebruikt en is dan gelijk aan mutualisme, maar steeds vaker wordt de Anglo-Amerikaanse literatuur gevolgd en mutualisme als een van de vormen van symbiose opgevat. Om deze reden spreekt men ook wel van mutualistische symbiose. Andere vormen van symbiose in de wijdere betekenis zijn dan commensalisme, parasitisme en amensalisme.

## Criteria
Er zijn criteria geformuleerd waaraan ten minste moet worden voldaan voordat van mutualistische symbiose sprake is. Bij planten zou aan vier van de volgende zes ijkpunten moeten worden voldaan:
1. het samenleven van beide bionten is een permanente eigenschap van hun levenscyclus,
2. er is fysiek contact tussen de bionten,
3. er vindt transport van stoffen tussen de bionten plaats, of
4. door uitscheiding van stoffen door de ene biont treedt er een verbetering op in de milieuomstandigheden voor de andere biont
5. er zijn morfogenetische effecten waarneembaar (dit is vooral bij korstmossen duidelijk zichtbaar),
6. er worden stofwisselingsproducten gevormd die door geen van beide bionten alleen gevormd kunnen worden.

## Voorbeelden
Voorbeelden van mutualisme zijn:
- De samenwerking tussen heremietkreeften en zeeanemonen. Sommige heremietkreeften hebben een zeeanemoon op hun schelp. Die eet mee van de voedselresten van de kreeft en geeft de kreeft bescherming tegen predatie met zijn stekende tentakels. Als de kreeft verhuist naar een andere schelp verhuist de zeeanemoon vaak mee.
- Bestuiving van planten door nectar-etende of stuifmeelverzamelende insecten.
- Korstmossen met een fotobiont of fycobiont (alg) en een mycobiont (schimmel).
- Een mycorrhiza is een mutualistische symbiose van schimmels en plantenwortels (zoals het arbusculaire mycorrhiza bij vrijwel alle planten, andere typen bij orchideeën of bij bomen).
- Een extreme vorm van mutualisme is endosymbiose, waarbij een organisme (de endosymbiont) leeft in het lichaam of in de cellen van een ander organisme (de gastheer). Endosymbiose verklaart de aanwezigheid van mitochondriën in cellen van eukaryoten en plastiden in cellen van planten.